# Avrillé (Maine-et-Loire)
Avrillé [avʁije] ist eine französische Stadt mit 15.225 Einwohnern (Stand 1. Januar 2022) im Département Maine-et-Loire in der Region Pays de la Loire.

## Geschichte
Im 12. Jahrhundert erfolgte die Gründung eines Klosters durch die Äbtissin von Ronceray, das bis zur Revolution bestand. Nach der Revolution blieb Avrillé eine bäuerlich geprägte Gemeinde, die im 19. Jahrhundert mit dem industriellen Abbau von Schiefer begann. Als Nachbarstadt von Angers konnte Avrillé am Aufschwung der 1950er und 1960er Jahre teilhaben und ist heute eine prosperierende Wohn- und Industriestadt.

## Bevölkerungsentwicklung
| Jahr      | 1962 | 1968 | 1975 | 1982   | 1990   | 1999   | 2011   | 2018   |
| Einwohner | 3034 | 4603 | 9386 | 10.811 | 12.878 | 12.991 | 12.808 | 14.065 |

## Städtepartnerschaften
- Schwalbach am Taunus in Deutschland; seit 1978
- Ripollet in Spanien

## Religion
In Avrillé gibt es im Dominikaner-Kloster de la Haye-aux-Bonshommes eine bis jüngst den Piusbrüdern nahestehende traditionalistische Fraternité Saint-Dominique.

## Verkehr
Avrillé wird seit 2011 von der Linie A der Straßenbahn Angers erschlossen. Im Zentrum des Orts bezieht sie ihren Strom statt aus einer Oberleitung aus einer im Boden versenkten APS-Stromschiene.

## Sehenswürdigkeiten
- Schloss La Perrière, Monument historique[3]
- Ehemalige Windmühle La Garde, Monument historique[4]
- Kirche Saint-Gilles
- Kapelle Saint-Joseph des Dominikanerklosters
- Kapelle Saint-Louis im Ortsteil Champ des Martyrs

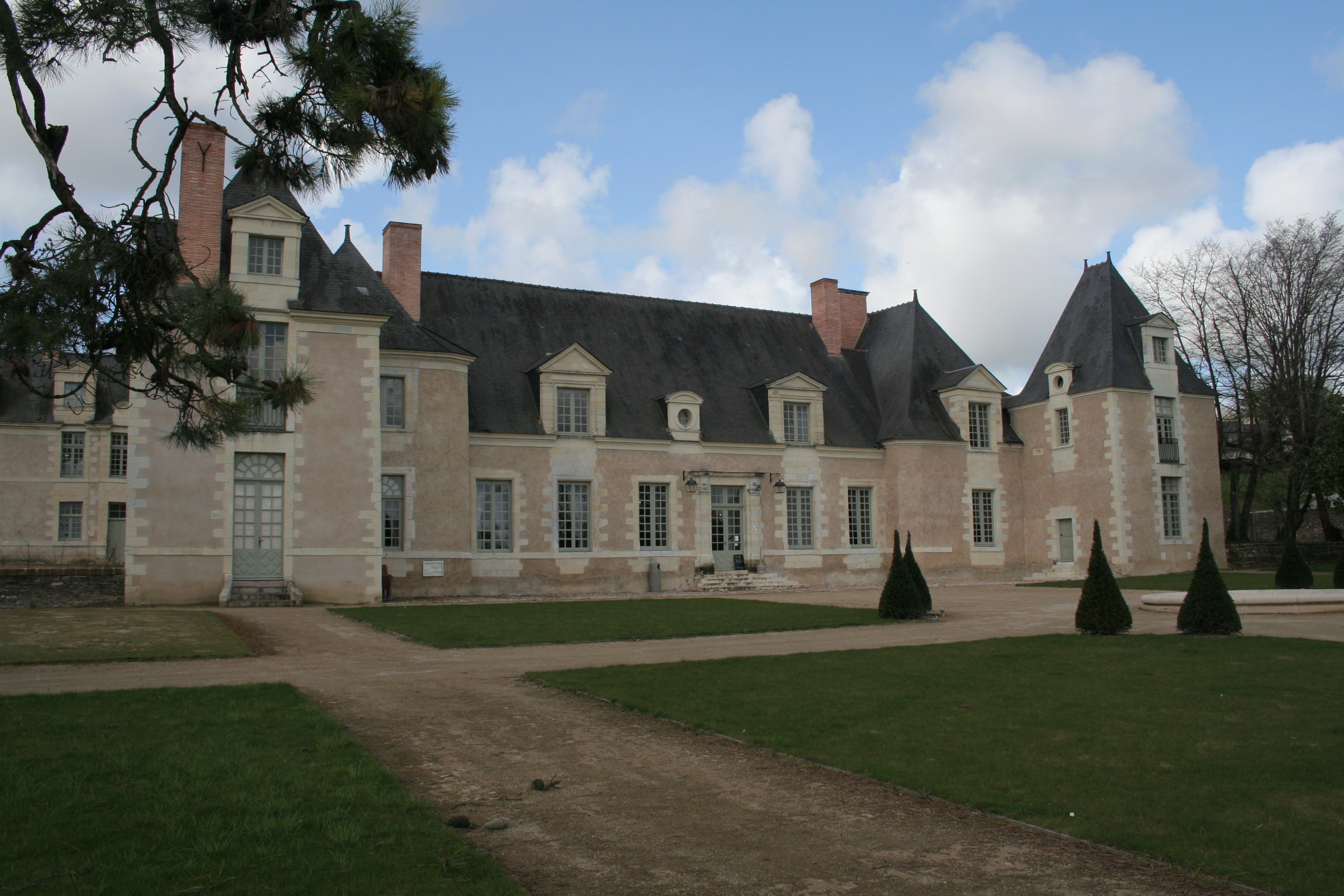
Schloss La Perrière
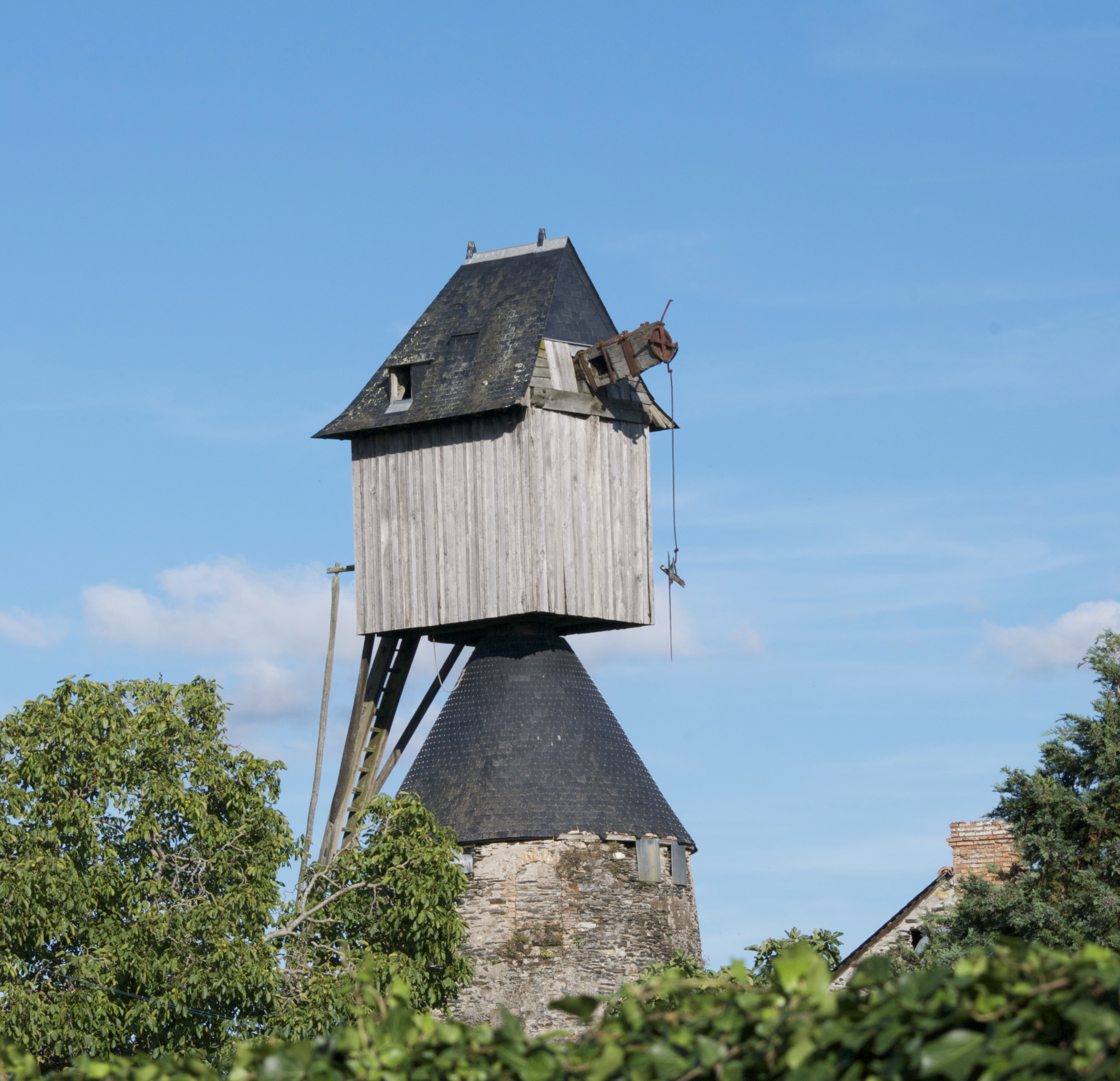
Ehemalige Windmühle La Garde
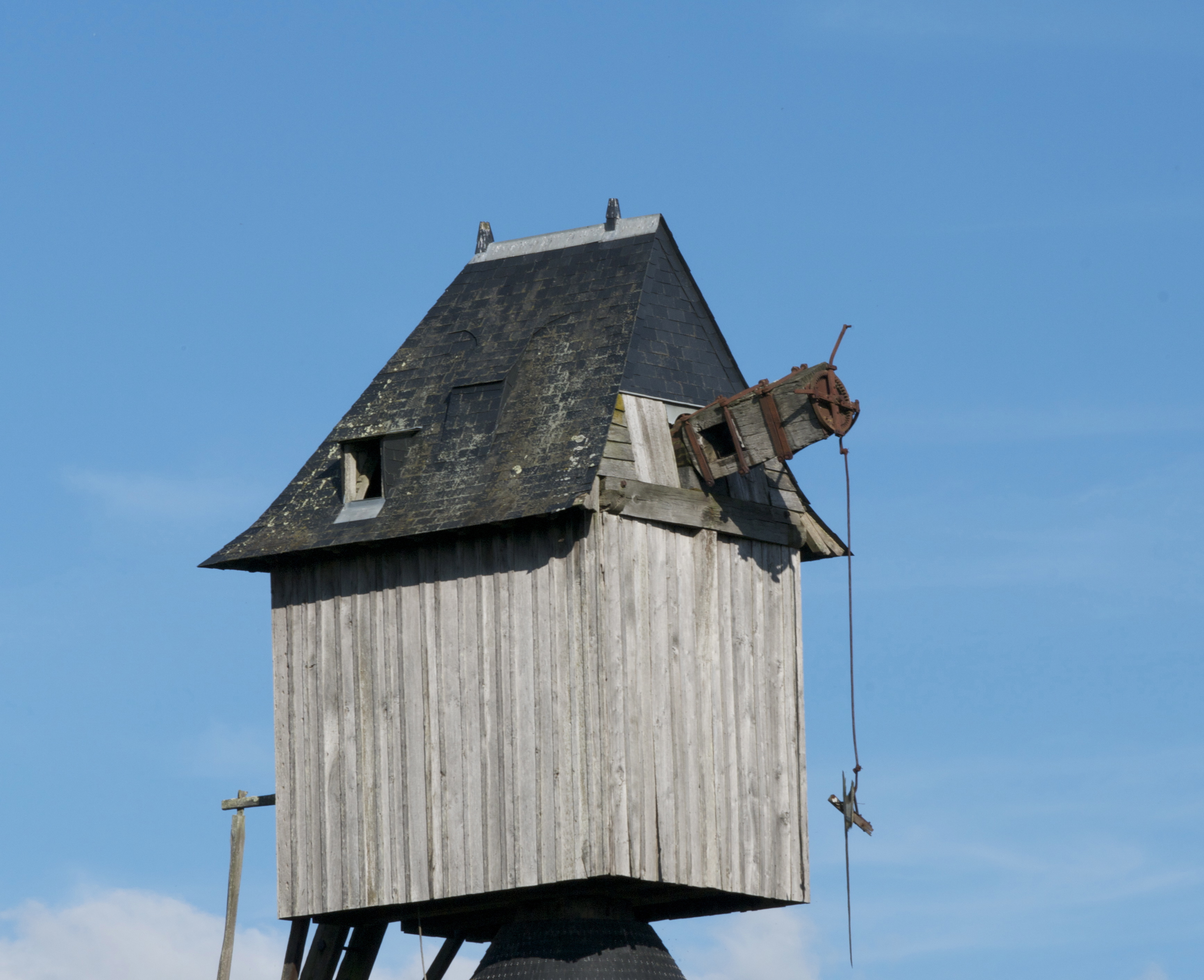
Ehemalige Windmühle La Garde

## Persönlichkeiten
- Roger Chupin (1921–2002), Radrennfahrer
- Christian Raymond (* 1943), Radrennfahrer